# Vriesea regnellii
Vriesea regnellii là một loài thuộc chi Vriesea. Đây là loài đặc hữu của Brasil.